# هی ۳۱۲۵
سیارک ۳۱۲۵ (به انگلیسی: 3125 Hay، نامگذاری:1982BJ1) سه هزار و صد و بیست و پنجمین سیارک کشف شده‌است که در ۲۴ ژانویه ۱۹۸۲ کشف شد.
قدر مطلق سیارک برابر ۱۲٫۳۰ است.